# حياتي عذاب (فلم)
حياتي عذاب هو فيلم مصري عرض عام 1979، بطولة عماد عبد الحليم ونورا وهند رستم وعادل أدهم، من تأليف محمد عثمان ومن إخراج علي رضا.
هذا الفيلم هو آخر ظهور لهند رستم في السينما، وكان آخر ظهور لها قبل ذلك في فيلم الجبان والحب عام 1975.

## قصة الفيلم
تقيم فاطمة مع خالتها بعد أن طُلقت من محمود، وتحاول أن تلملم شتات نفسها، ولكنها تقع في حب ابن خالتها فؤاد وتتفق معه على الزواج ولكن يختاره القدر قبل أن يتم زيجتهما وتفاجأ بحملها وقبل أن تلد، يحاول محمود إعادتها إلى عصمته مرة أخرى وتتوالى الأحداث.

## طاقم التمثيل
- عماد عبد الحليم: (أحمد)
- نورا: (نادية)
- هند رستم: (فاطمة)
- عادل أدهم: (محمود)
- عمر الحريري: (يوسف - والد نادية)
- ناهد سمير: (خالة فاطمة)
- حسين الشربيني: (فؤاد)
- عمرو محرم: (عادل)
- حسان اليماني
- أبو السعود عطية
- سوزي
- صالح الإسكندراني

## فريق العمل
- إخراج: علي رضا
- تأليف: محمد عثمان
- مدير التصوير: مصطفى إمام
- مونتاج: صلاح عبد الرازق
- موسيقى تصويرية: فؤاد الظاهري
- إنتاج: الشركة المصرية اللبنانية للتجارة والسينما
- توزيع: أفلام إيهاب الليثي
- توزيع خارجي: الشركة اللبنانية للتجارة والاستثمار السينمائي (صبّاح إخوان)

## أغاني الفيلم
أحلف بحياتكم
- تأليف: حسين السيد، ألحان: منير مراد

طولي بالك
- تأليف: سمير محبوب، ألحان: رؤوف ذهني

مغرم صبايا
- تأليف: مأمون الشناوي، ألحان: محمد الموجي

غريب
- تأليف: مأمون الشناوي، ألحان: حلمي بكر

## روابط خارجية
- مقالات تستعمل روابط فنية بلا صلة مع ويكي بيانات